# مرض ميرك
مرض ميرك (بالإنجليزية: Marek's disease) مرض فيروسي يصيب الدجاج ويسببه فيروس هربسي دجاجي-2 ويصنف ضمن الامراض العصبية

## أعراض المرض
تدوم فترة حضانة الفيروس من 6 اٍلى 7 أسابيع ويظهر كما يلي :
- شلل تام
- عدم رغبة في الحركة
- يتميز بعدم حصول شلل لأحد الرجلين
- اٍصابة العصب التائه، قد يؤدي إلى شلل العضلات.

## طرق اٍنتقاله
- الاٍتصال المباشر بين الدجاجات المصابة والسليمة
- تلوث البيئة المحيطة
- تمثل خلايا بصيلات الريش المصابة من أخطر مصادر اٍنتشار المرض

## التشريح
يظهر التشريح ما يلي:
- نلاحظ على مستوى العصب الوركي والعصب العضدي : يفقدان التقسيمات العرضية ويأخذان لون رصاصي أو أصفر وتتركز الأصابة في عضلات الصدر ويكون في شكل ورم كبير.

## تشخيص تفريقي
نقص فيتامين B12 : تكون فيه الأعصاب المصابة في طرفي الطير
يجب أن يتم تمييز المرض عن الأمراض التي تسبب أعراض مشابهة ومنها:
- مرض الليكوزيس (الليكوزيس اللمفاوي).
- نقص الثيامين.
- نقص الريبوفلافين.
- نقص الكالسيوم والفوسفور والفيتامين د.
- الأمراض التي تسبب أعراض عصبية كمرض النيوكاسل العصبي مثلا.
- أمراض أخرى كالتسممات والأمراض الفطرية.

## العلاج
لايوجد علاج والتحصين هو أفضل طريقة

## التلقيح
يحقن فايروس الهربس الخاص بالرومي في اليوم الأول تحت الجلد.

## الوقاية
اللقاح هو الوسيلة الوحيدة المعروفة لتجنب نمو الأورام عندما يصاب الدجاج بهذا الفيروس. ولكن اللقاح لا يمنع انتقال الفيروس أي أن اللقاح غير قابل للتعقيم ولكنه يقلل من إفراز الفيروس في وبر وبالتالي يقلل من الانتشار الأفقي للمرض.

## وصلات خارجية
- مرض ميرك من موقع البيطرة السورية
- الأمراض التي تصيب الدوجن من موقع البيطرة السورية
- Marek's disease